# 大教堂城
大教堂城（英語：Cathedral City），是美国加利福尼亚州里弗赛德县下属的一座城市。建市于1981年11月16日，面积大约为21.5平方英里（55.7平方公里）。根据2010年美国人口普查，该市有人口51,200人。